# Aérodrome de Colonsay
Pour les articles homonymes, voir CSA.
L'aérodrome de Colonsay (code IATA : CSA • code OACI : EGEY) est situé sur l'île de Colonsay, Argyll and Bute, en Écosse. Situé à 5,6 km à l'ouest de Scalasaig, c'est un petit aérodrome avec deux vols de 25 minutes tous les mardis et jeudis vers Oban par Hebridean Services Aériens. Des services réguliers ont commencé en 2006, après que la piste en herbe fut mise à niveau avec une piste pavée.

## Situation

### Carte des aéroports d'Écosse
| Aberdeen Barra Benbecula Campbeltown Colonsay Dundee Eday Édimbourg Fair Isle Foula Glasgow Glasgow-Prestwick Inverness Islay Kirkwall North Ronaldsay Oban Papa Westray Sanday Stornoway Stronsay Sumburgh Tingwall Tiree Westray Wick |

### Carte des aéroports des Hébrides intérieures
| Colonsay Tiree Oban Coll Islay Campbeltown |

## Compagnies aériennes et destinations
| Compagnies             | Destinations |
| ---------------------- | ------------ |
| Hebridean Air Services | Islay, Oban  |

Édité le 22/02/2020

## Statistiques
Pour des raisons techniques, il est temporairement impossible d'afficher le graphique qui aurait dû être présenté ici.

Voir la requête brute et les sources sur Wikidata.